# Parafia Najświętszej Maryi Panny Królowej Polski w Białym Borze
Parafia pw. Najświętszej Maryi Panny Królowej Polski w Białym Borze – parafia należąca do dekanatu Bobolice, diecezji koszalińsko-kołobrzeskiej, metropolii szczecińsko-kamieńskiej. Została utworzona w 1974 (wikariat samodzielny od 1972). Obsługiwana przez księży diecezjalnych. Siedziba parafii mieści się przy placu Jana Pawła II.

## Kościół parafialny
Kościół pw. Najświętszej Maryi Panny Królowej Polski w Białym Borze
Kościół parafialny wybudowany w latach 1984–2000.

## Kościół pomocniczy
Kościół pw. św. Michała Archanioła w Białym Borze
Kościół pomocniczy wybudowany w 1878.

## Kościoły filialne i kaplice
- Kościół pw. św. Andrzeja Apostoła w Grabowie
- Kościół pw. św. Stanisława BM w Kołtkach
- Kościół pw. NSPJ w Sępolnie Małym
- Kościół pw. św. Wojciecha BM w Sępolnie Wielkim